# Штатхолдер
Штатхолдер (хол. stadhouder) је била титула заједничког представника низоземских провинција током постојања Хабзбуршке Низоземске и касније, током постојања Низоземске републике.

## Историја
Титула штатхолдера или генералног гувернера уведена је током хабзбуршке владавине над Низоземском. Штатхолдер је био представник владара у земљи. Први штатхолдер Низоземске био је Гијом де Крој, представник Филипа I. Цар Карло је на положај штатхолдера поставио своју тетку Маргарету, а касније и сестру Марију. Функција штатхолдера задржала се и након избијања Осамдесетогодишњег рата. Био је то један од органа нове државе. Штатхолдер као представник неколико провинција учествује у уобличавању политике и обавља дужност капетана поморских и копнених снага. У његовој функцији савременици виде монархистичку установу. Функција је била резервисана за породицу Орански-Насауски. Први штатхолдер Низоземске био је Вилијам I Орански, познатији као Вилијам Ћутљиви. Он је 1584. године убијен. Наследио га је син Морис, један од најспособнијих војсковођа са почетка 17. века. Вилијам Ћутљиви и његов син Морис су показивали склоност да Низоземску претворе у монархију, али је отпор био сувише јак. Мориса је наследио син Фредерик (1625-1647), а њега Вилијам II. Титула штатхолдера је постала наследна. Последњи штатхолдер Низоземске, Вилијам V Орански, побегао је 1795. године у Британију, пред француском инвазијом. Од територија Низоземске републике формирана је нова, Батавијска република.

## Штатхолдери Хабзбуршке Низоземске
- 1506–1507 Гијом де Крој
- 1507–1530 Маргарита од Аустрије
- 1531–1555 Марија од Угарске
- 1555–1559 Емануел Филиберт
- 1559–1567 Маргарета од Парме
- 1567–1573 Фернандо Алварез де Толедо
- 1573–1576 Луис де Рикенсис
- 1576–1578 Хуан од Аустрије
- 1578–1581 Александар Фарнезе

## Штатхоледери Низоземске републике
- 1581-1584 Вилијам I Орански
- 1585-1625 Морис Орански
- 1625-1647 Фредерик Орански
- 1647-1650 Вилијам II Орански
- 1672-1702 Вилијам III Орански
- 1711-1747 Вилијам IV Орански
- 1751-1795 Вилијам V Орански